# Alida Beerding

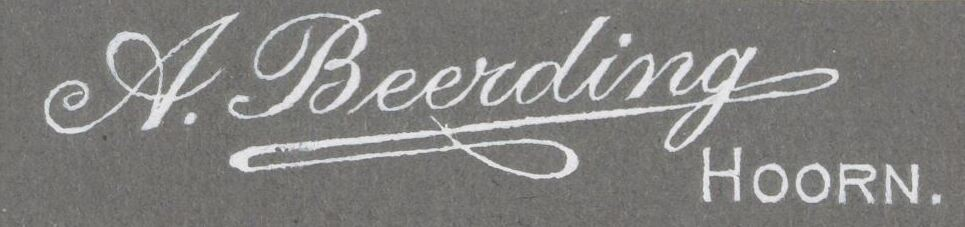
Handtekening Alida Beerding

Alida Beerding (Hoorn, 17 december 1875 - Castricum, 18 maart 1949) was een Nederlands fotograaf gespecialiseerd in portretfotografie.

## Biografie
Beerding was een dochter van Herman Bernard Beerding die in 1871 trouwde met Antje Rhodens en in 1872 met Catharina Borst. Alida bleef haar gehele leven ongehuwd.
Alida was niet alleen fotograaf, maar bood in haar winkel vanaf in elk geval 1909 ook fotoartikelen aan, zoals camera's, statieven, fotoalbums en vergroters. Zij was toen gevestigd aan de Gedempte Turfhaven 30 onder de naam Fa. A. Beerding. Zij startte in 1921 in Hoorn een vennootschap onder firma samen met haar zussen Anna Catharina en Geertruida. In 1922 was er brand op het adres aan de Gedempte Turfhaven.

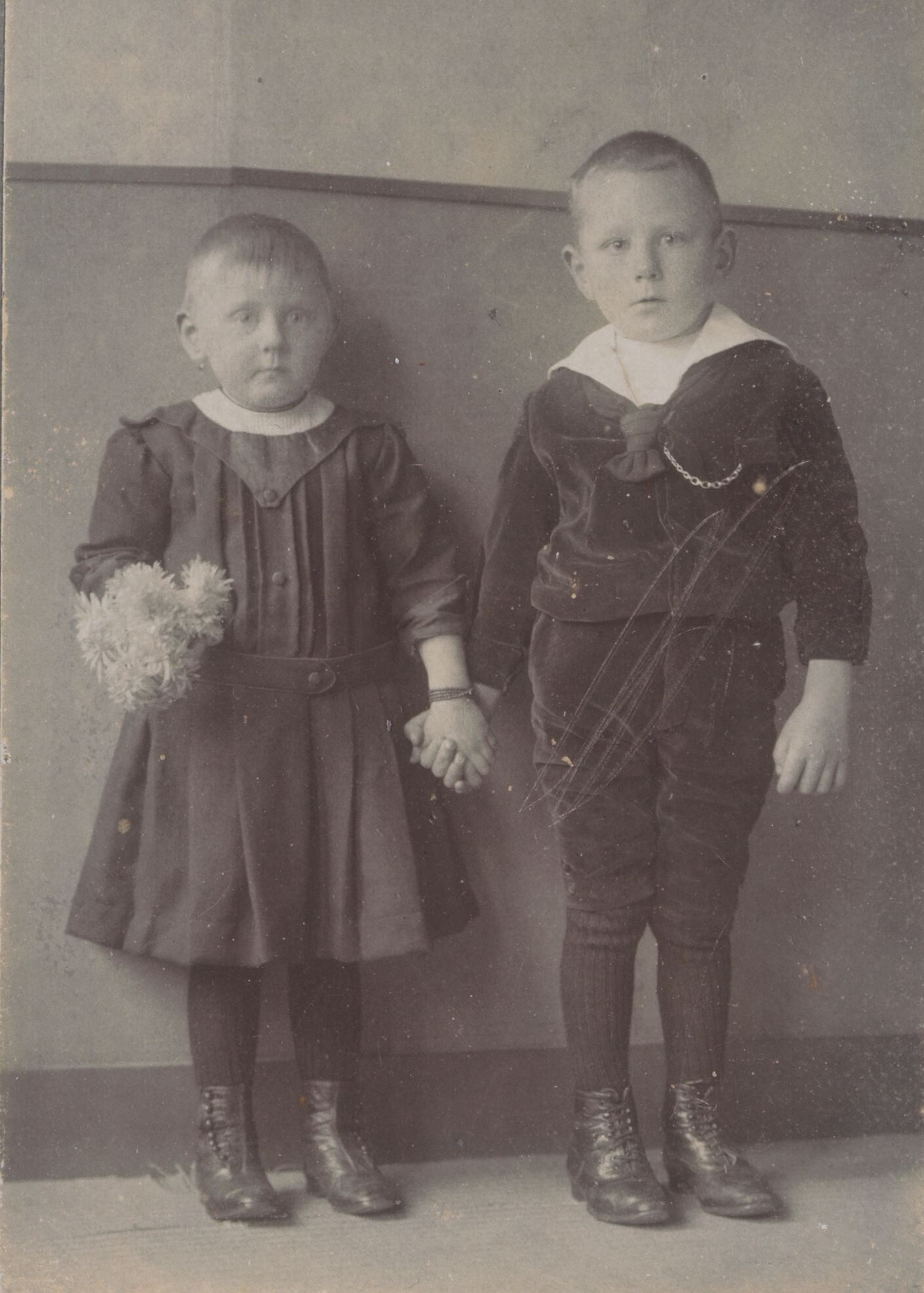
Portret van twee kinderen, Pieter en Eegje Haan

In 1934 vierde ze haar 25-jarig jubileum op die locatie.
Naast haar werk als fotograaf, waarvan enkele voorbeelden zijn opgenomen in de collectie van het Rijksmuseum, gaf zij ansichtkaarten uit. In haar winkel verkocht ze ook andere artikelen, zoals gravures, en in 1936 ook onder meer vulpennen, lijsten, etsen en plaatjes voor toverlantaarns.